# NGC 1275
إن جي سي 1275 أو كالدويل 24 (بالإنجليزية :
NGC 1275 أو Perseus A أو Caldwell 24) هي مجرة من تصنيف مجرة زايفرت نوع 1.5 
وتبعد عن المجموعة الشمسية نحو 237 مليون سنة ضوئية
وترى في اتجاه كوكبة حامل رأس الغول. تنتمي المجرة
NGC 1275 إلى المجرة الراديوية إن جي سي 1275
وتقع بالقرب من مركز عنقود مجرات حامل رأس الغول. هذه المسافة بيننا وبين عنقود مجرات رأس الغول المقدرة بنحو 237 مليون سنة ضوئية كبيرة جدا بمقارنتها بقطر مجرتنا، مجرة درب التبانة ، التي يبلغ قطره نحو 120.000 سنة ضوئية فقط (باستخدام نفس المقياس للأبعاد نعرف أن بُعد الشمس عنا مجرد 8 دقاق).

## صور أخرى

NGC 1275 multi-wavelength composite
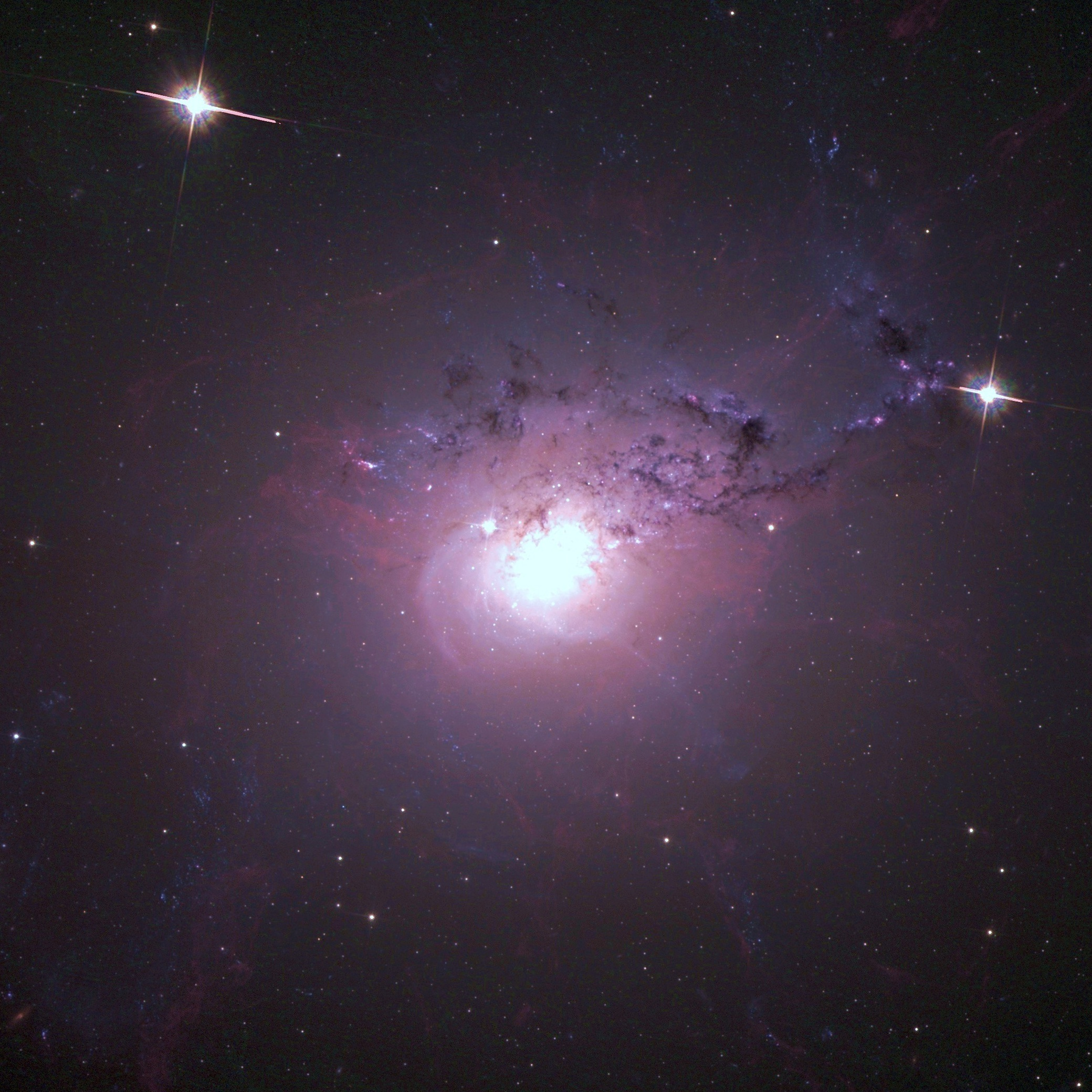
تلسكوب هابل الفضائي NGC 1275
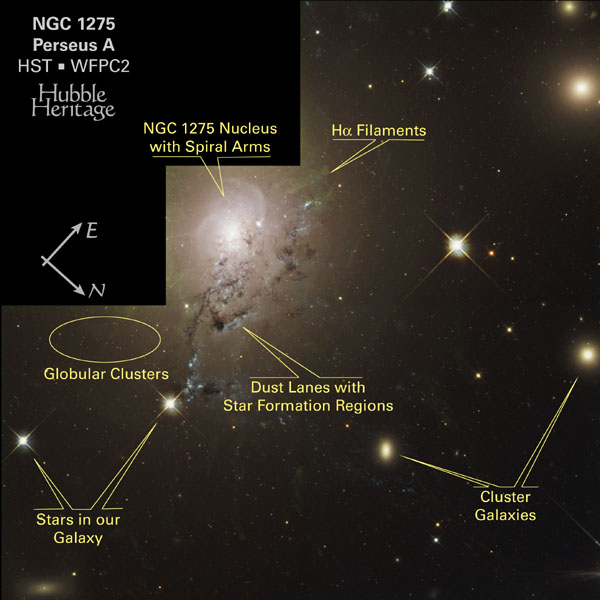
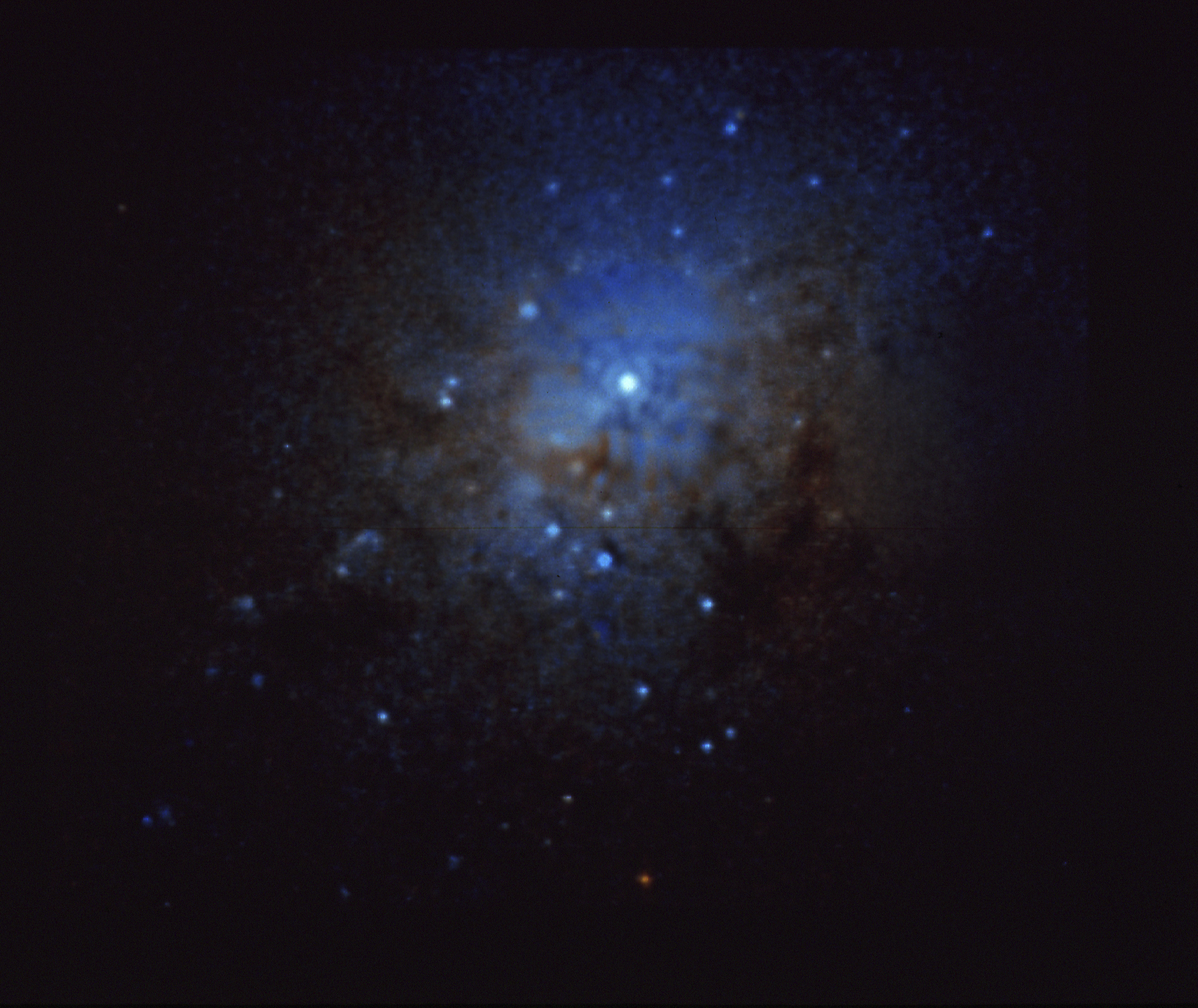
Hubble Space Telescope image of the center of NGC 1275
NGC 1275

## اقرأ أيضًا
- علم الفلك للأشعة السينية
- إن جي سي 4449
- نجم زائف
- مجرة قزمة
- مجرة حلزونية
- مجرة إهليجية
- سحابة ماجلان
- خماسية ستيفان
- قزم أبيض
- عملاق أحمر
- الانفجار العظيم
- خط زمني للانفجار العظيم
- نجم نيوتروني
- ثقب أسود
- مسييه 100